# Ниалл Девять Заложников
Ниалл Девяти Заложников (Ниалл Девять Заложников, Ниалл Нойгиаллах, в скандинавских источниках — Ньяль; ирл. Niall Noigíallach) — Верховный король Ирландии начала и середины V века, умерший, согласно последним исследованиям, в промежуток между 450 и 455 годами. О нём известно, что он совершил множество набегов на Британское и Галльское побережья; согласно некоторым агиографическим источникам, в одном из таких набегов он похитил и привез в Ирландию св. Патрика, когда тот был ещё мальчиком.
Пятый и младший сын короля Эохайда Мугмедона и Кайренн, взятой в рабство дочери Скала Моэна, британского короля, был основателем династий Уи Нейллов, произошедших от его сыновей Коналла Гулбана, Энды, Эогана, Кайрпре, Лоэгайре, Мане, Коналла Кремтайнне и Фиаху.

## Биография

### Исторические источники
Источники подробностей жизни Ниалла — генеалогии исторических королей; «Свиток Королей» в «Книге захватов»; ирландские рукописи (напр., «Анналы четырёх мастеров») и хроники (напр. «Foras Feasa ar Éirinn» Джеффри Китинга); а также такие легенды, как «Приключение сыновей Эохайда Мугмедона» и «Смерть Ниалла Девять Заложников».

### Ранние годы
По легенде Ниалл был сыном Эохайда Мугмедона и его второй жены Кайренн, которой легенды приписывают британское происхождение (её отцом называют «саксонского» короля, хотя никаких саксов в то время в Британии ещё не было). Когда Кайренн забеременела, первая жена Эохайда, Монгфинд, снедаемая ревностью, заставляла её тяжело работать в надежде, что произойдет выкидыш. Из страха перед Монгфинд Кайренн бросила ребёнка, однако тот был спасен и воспитан поэтом Торной. Ниалл вернулся в Тару уже взрослым и избавил свою мать от тяжкого труда, которым её заставляла заниматься Монгфинд.
Монгфинд потребовала, чтоб Эохайд назвал наследника, надеясь, что он назовет одного из её сыновей. Эохайд попросил совета у друида Ситенна, который придумал, что между братьями нужно устроить следующее состязание: затворить в горящей кузнице и предоставить спасаться самим, а потом судить об их королевском достоинстве, основываясь на вещах, с которыми они выйдут. Ниалл, вышедший с наковальней, был сочтен более великим, чем Брион с кузнечным молотом, Фиахра c мехами и ведром пива, Айлиль с сундуком оружия и Фергус c кучей брёвен. Монгфинд отказалась признать это решение.
Тогда Ситенн сделал пяти братьям оружие, и отправил их на охоту. Каждый брат по очереди пошёл искать воду и нашёл колодец, охраняемый ужасной ведьмой, требующей за воду поцелуй. Фергус и Айлиль отказались и вернулись с пустыми руками. Фиахра только слегка поцеловал ведьму, что её не удовлетворило. Только Ниалл поцеловал её как следует, и она стала прекрасной девушкой, Властью Ирландии. Она подарила Ниаллу не только воду, но ещё и королевскую власть на много поколений. Фиахре была дарована младшая королевская линия. После этого сыновья Монгфинд согласились признать Ниалла.
Архетип отвратительной женщины проявляется в мифологии и фольклоре по всему миру. Вариации этой истории рассказываются о более ранних Верховных Королях Ирландии Лугайде Лайгде и Конне Ста Битв, потом возникают в легендах о короле Артуре. Одна из самых знаменитых версий появляется как в рассказе батской ткачихи из «Кентерберийских рассказов» Джеффри Чосера, так и в The Wedding of Sir Gawain and Dame Ragnell. Тема отвратительной леди имеется и в историях о Персивале и Святом Граале. В русском фольклоре это Царевна-Лягушка.
Ещё одна легенда рассказывает от том, как Монгфинд пыталась отравить Ниалла, но умерла, случайно выпив яд, предназначенный для него.

### Король и Верховный Король
Имеется несколько версий того, как Ниалл получил эпитет Девяти Заложников. В старейшей из них он берёт заложников от каждого из девяти туата, или мелких королевств Аргайла. В поздней версии, более известной, он берёт заложников от каждой из пятин Ирландии (Ольстер, Коннахт, Лейнстер, Мунстер и Миде), и по одному от скоттов, саксов, бриттов и франков (или по одному от Дал Риады, Каледонии, Стратклайда и Нортумбрии).

### Ниалл и святой Патрик
Согласно позднейшему преданию, во время одного из своих многочисленных набегов Ниалл захватил будущего св. Патрика и привез в Ирландию в рабство. Много лет спустя Патрик сумел бежать в Британию, но потом вернулся и сыграл важную роль в обращении Ирландии в христианство.

### Смерть
Год смерти Ниалла — между 450 или 455. Относительно его смерти существуют различные легенды. В самой ранней он умирает в море, в проливе Ла-Манш, на руках лейнстерского короля Эохайда мак Энны во время попытки набега на Арморику (современную Бретань) в римской Галлии. Другие источники говорят, что он погиб в сражении с пиктами в Шотландии, или даже в Альпах. По другой версии, во время высадки в Британии Ниалл погиб в бою с саксами, только что пришедшими сюда во главе с Хенгистом. Во всех легендах, однако, говорится, что он умер за пределами Ирландии. Его спутники приносят тело обратно в Ирландию, по пути выдерживают семь битв, и каждый раз, пока несут тело Ниалла, непобедимы. На кладбище католической церкви св. Патрика в Эскахине, Инишоуэн, имеется табличка, которая говорит, что здесь находится место захоронения Ниалла, однако никакой конкретной могилы не указано.

### Наследники
Северные и южные династии Уи Нейллов, из которых произошло большинство Верховных Королей, произошли от Ниалла. Среди прочих знаменитых потомков имеется святой Колумба, его праправнук, и поздние короли Шотландии.
В январе 2006 г. учёные предположили, что Ниалл — наиболее плодовитый мужчина в истории Ирландии и второй после Чингисхана во всем мире успешный распространитель своего потомства на определённом временном диапазоне. На северо-западе Ирландии 21,5 % мужского населения (а в целом по Ирландии — 8,3 %) имеют схожие гаплотипы Y-хромосомы, принадлежащие гаплогруппе R1b1b2a1a2f2 (R-M222), указывающие на происхождение по прямой мужской линии от одного и того же мужчины около 1500 лет назад.
Было показано, что этот гаплотип в особенности встречается среди людей, носящих фамилии, произошедшие от «Ниалл», напр., О Нил, О’Нейль, Макнил, Макньяль.
Предполагаемый гаплотип Ниалла:
| DYS19 | DYS385a | DYS385b | DYS388 | DYS389i | DYS389ii | DYS390 | DYS391 | DYS392 | DYS393 | DYS426 | DYS437 | DYS438 | DYS439 | DYS441 |
| ----- | ------- | ------- | ------ | ------- | -------- | ------ | ------ | ------ | ------ | ------ | ------ | ------ | ------ | ------ |
| 14    | 11      | 13      | 12     | 13      | 29       | 25     | 11     | 14     | 13     | 12     | 15     | 12     | 12     | 14     |

| DYS442 | DYS444 | DYS445 | DYS446 | DYS447 | DYS448 | DYS449 | DYS452 | DYS454 | DYS455 | DYS456 | DYS458 | DYS459a | DYS459b | DYS460 |
| ------ | ------ | ------ | ------ | ------ | ------ | ------ | ------ | ------ | ------ | ------ | ------ | ------- | ------- | ------ |
| 19     | 12     | 12     | 13     | 25     | 18     | 30     | 30     | 11     | 11     | 17     | 17     | 9       | 10      | 11     |

| DYS461 | DYS462 | DYS463 | DYS464a | DYS464b | DYS464c | DYS464d | DYS635 | GATAA10 | GATAH4.1 | GGAAT1B07 | YCAIIa | YCAIIb |
| ------ | ------ | ------ | ------- | ------- | ------- | ------- | ------ | ------- | -------- | --------- | ------ | ------ |
| 12     | 11     | 22     | 15      | 16      | 16      | 17      | 23     | 15      | 22       | 10        | 19     | 23     |

```
                
Конн Ста Битв

                       |
                       |
                 
Арт Оэнфер

                       |
                       |
                
Кормак мак Арт

                       |
                       |
               
Кайрпре Лифехайр

                       |
                       |
               
Фиаху Сраибтине

                       |
                       |
               
Муйредах Тирех

                       |
                       |
               
Эохайд Мугмедон

           + 
Монгфинд
        + 
Кайренн

             |                  |
    _________|_________         |
    |        |        |         |
    |        |        |         |
  
Брион
   Фиахра   Айлиль     Ниалл
        (
Коннахта
)              |
      __________________________|_______________________________________________________
      |          |       |             |           |        |             |            |
      |          |       |             |           |        |             |            |

Коналл Гулбан
  
Энда
    
Эоган
        
Кайрпре
     
Лоэгайре
   
Мане
   
Коналл Кремтайнне
  
Фиаху

                         |             |           |              ________|________
                         |             |           |              |               |
                     
Муйредах
 
Кормак Одноглазый
  
Лугайд
   
Фергус Криворотый
     
Ардгал

                         |             |                          |                                                                                    
                         |             |                          |                                                                                    
             
Муйрхертах мак Эрка
 
Туатал Маэлгарб
       
Диармайт мак Кербайлл

                 (ум. в 536)       (ум в 544)                (ум. в 565)
                                                                                                                           
                                 
       
Северные Уи Нейллы
                               
Южные Уи Нейллы
```